# Marion Appel
Marion Appel (* 21. September 1960, heute Marion Appel-Schiefer) ist eine ehemalige deutsche Volleyballspielerin.
Marion Appel spielte als Jugendliche in den 1970er Jahren Volleyball beim Lüner SV. 1979 wechselte sie zum Bundesligisten USC Münster, mit dem sie 1980 und 1981 zweimal in Folge Deutscher Meister wurde. Marion Appel spielte von 1977 bis 1984 auch in der Deutschen Volleyball-Nationalmannschaft.
Heute leitet Marion Appel-Schiefer ein Fitnessstudio in Köln. Außerdem bietet sie im Bereich Fitness/Gesundheit/Stressmanagement Trainingsseminare an und hat über diese Themen auch einiges publiziert.